# Mikołajew (Mazovie)
Pour les articles homonymes, voir Mikołajew.
Mikołajew [mikɔˈwajɛf] est un village polonais de la gmina de Teresin dans le powiat de Sochaczew et dans la voïvodie de Mazovie.